# Dušan Šinigoj
Dušan Šinigoj (* 7. November 1933 in Dornberk, Königreich Jugoslawien, heute: Stadtgemeinde Nova Gorica, Slowenien; † 18. August 2024) war ein slowenischer Politiker des Bundes der Kommunisten Sloweniens ZKS in der Sozialistischen Föderativen Republik Jugoslawien (SFRJ), der zwischen 1984 und 1990 als Vorsitzender des Exekutivrates letzter Ministerpräsident der Sozialistischen Republik Slowenien war.

## Leben
Dušan Šinigoj begann nach dem Schulbesuch ein Studium an der Fakultät für Wirtschaftswissenschaften der Universität Ljubljana UL, welches er 1959 abschloss. Nach einer Tätigkeit als Professor an der Wirtschaftshochschule in Ajdovščina lehrte er zwischen 1961 und 1963 am Schulungszentrum für Güterverkehr in Nova Gorica, wo er später die Position des Rektors innehatte. 1969 wurde er Sekretär des Stadtparteikomitees der des Bundes der Kommunisten Sloweniens ZKS (Zveza komunistov Slovenije) von Nova Gorica und 1973 als Mitglied des Exekutivkomitees der Republikanischen Konferenz der Sozialistische Union der Werktätigen Sloweniens SZDL (Socialistična zveza delovnega ljudstva Slovenije) in Ljubljana. Außerdem war er Mitglied mehrerer Ausschüsse und Kommissionen wie unter anderem Präsident der Kommission für die Beziehungen zu Religionsgemeinschaften. 1978 wurde er zunächst zum Vizepräsidenten des Exekutivrats der Versammlung der Sozialistischen Republik Slowenien gewählt und war damit bis Mai 1984 stellvertretender Ministerpräsident sowie Stellvertreter der damaligen Ministerpräsidenten Anton Vratuša (Mai 1978 bis Juli 1980) beziehungsweise Janez Zemljarič (Juli 1980 bis Mai 1984).
Am 23. Mai 1984 wurde Šinigoj Nachfolger von Janez Zemljarič als Vorsitzender des Exekutivrates. Er bekleidete das Amt nach seiner Bestätigung 1986 bis zum 16. Mai 1990 und war damit letzter Ministerpräsident der Sozialistischen Republik Slowenien. Nach den ersten freien Wahlen wurde Lojze Peterle am 16. Mai 1990 erster Ministerpräsident von Slowenien. In dieser Funktion widmete er sich Ende der 1980er Jahre insbesondere Schulangelegenheiten und Wirtschaftsthemen. Er übernahm die Führung der slowenischen Regierung zur Zeit der Verschärfung der jugoslawischen Sozial- und Wirtschaftskrise, wobei auch ehemalige Politiker seinen Beitrag zur Zeit der Grundsteinlegung eines unabhängigen Staates betonen. Nach seinem Ausscheiden aus der Regierung fungierte er bis 1993 noch als Direktor der Komercialna banka Nova Gorica.